# Валга (Вологодская область)
Валга — посёлок в Великоустюгском районе Вологодской области.
Входит в состав Самотовинского сельского поселения, с точки зрения административно-территориального деления — в Самотовинский сельсовет. Расположен к западу от автодороги А123.
Расстояние по автодороге до районного центра Великого Устюга — 5 км, до центра муниципального образования Новатора — 5 км.
По переписи 2002 года население — 193 человека (95 мужчин, 98 женщин). Преобладающая национальность — русские (98 %).